# Талмовая
Талмовая (в верховье — Большая Талмовая, Талмовушка) — река в Кемеровской области России. Устье реки находится в 39 км по левому берегу реки Малый Бачат. Длина реки составляет 31 км.

## Притоки
- 6 км: Малая Талмовая (Прямушка)
- 13 км: Большая Речка
- Ивановка
- 22 км: река без названия

## Данные водного реестра
По данным государственного водного реестра России относится к Верхнеобскому бассейновому округу, водохозяйственный участок реки — Иня, речной подбассейн реки — бассейны притоков (Верхней) Оби до впадения Томи. Речной бассейн реки — (Верхняя) Обь до впадения Иртыша.